# Merremia gorinii
Merremia gorinii är en vindeväxtart som beskrevs av Emilio Chiovenda. Merremia gorinii ingår i släktet Merremia och familjen vindeväxter. Inga underarter finns listade i Catalogue of Life.